# Radio Manà Manà
Ne doit pas être confondu avec Mahna Mahna.
Radio Manà Manà est une station de radio privée italienne basée à Rome. 

## Historique
Radio Manà Manà est 2011 de l'initiative de Stefano Bandecchi,,,.

## Staff
- Maurizio Costanzo
- Gabriele La Porta
- Vincenzo D'Amico
- Angelo Di Livio
- Giuseppe Giannini
- Giada Di Miceli
- Marcello Riotta
- Max Coccobello
- Fabio Calvari
- Maurizio Modica
- Emanuele Puddi
- Stefania Lillo
- Roby Rossini[2]